# استكشاف الأخطاء وإصلاحها
عملية استكشاف الأخطاء وإصلاحها هي شكل من أشكال حل المشكلات، وتنطبق في الغالب على إصلاح المنتجات أو العمليات الفاشلة. وهي عبارة عن بحث منطقي ومنظّم عن مصدر المشكلة كي يتسنى حلها، ومن ثم التمكُّن من تشغيل المنتج أو العملية مرة أخرى. وثمة حاجة لعملية استكشاف الأخطاء وإصلاحها لتطوير وصيانة الأنظمة المعقدة التي قد يكون لأعراض مشكلة ما العديد من الأسباب المحتملة. وتُستخدم عملية استكشاف الأخطاء وإصلاحها في العديد من المجالات مثل الهندسة التطبيقية و[إدارة الأنظمة] والإلكترونيات وإصلاح السيارات والطب التشخيصي. وتتطلب عملية استكشاف الأخطاء وإصلاحها تحديد العطل (الأعطال) أو الأعراض في النظام. وبناء عليه، يشيع استخدام التجربة لإنشاء الأسباب المحتملة للأعراض. فتحديد السبب المحتمل للعطل يمثل في الغالب عملية استبعاد – استبعاد الأسباب المحتملة للمشكلة. وفي نهاية المطاف، تتطلب عملية استكشاف الأخطاء وإصلاحها التحقق من أن الحل سيعيد المنتج إلى حالة عمله أو العملية إلى حالة عملها.
وتمثل عملية استكشاف الأخطاء وإصلاحها تحديدًا أو تشخيصًا لـ «مشكلة» في تدفق إدارة شركة أو نظام يسببه فشل من نوع ما. وتوصف المشكلة مبدئيًا بأنها تمثل أعراض العطل، بينما تمثل عملية استكشاف الأخطاء وإصلاحها عملية تحديد ومعالجة أسباب هذه الأعراض.
ويمكن وصف النظام فيما يتعلق بما هو متوقع أو مأمول أو مستهدف منه (عادة، للأنظمة الاصطناعية، هدفه). فمن المتوقع أن يتولد عن الأحداث أو الإدخالات إلى النظام نتائج أو مخرجات محددة. (على سبيل المثال يهدف اختيار أمر «طباعة» في العديد من تطبيقات الكمبيوتر إلى الحصول على نسخة مطبوعة من جهاز محدد). ويعدُّ أي سلوك غير متوقع أو غير مرغوب فيه عرَضًا لمشكلة. وتمثل عملية استكشاف الأخطاء وإصلاحها عزلاً للسبب المحدد أو الأسباب المحددة للعَرَض. ويمثل العَرََض في كثير من الأحيان فشلاً للمنتج أو العملية في إنتاج أية نتائج. (مثلاً عدم طباعة أي شيء).
وتعد أساليب الهندسة الجدلية ذات فائدة خاصة في تتبع المشكلات في المنتجات أو العمليات، وتتوفر مجموعة كبيرة من الأساليب التحليلية لتحديد سبب أو أسباب حالات الفشل المحددة. ويمكن اتخاذ إجراء تصحيحي بعد ذلك للحيلولة دون حدوث المزيد من حالات فشل من نوع مشابه. ويمكن اتخاذ إجراء وقائي باستخدام [تحليل نمط وتأثير الفشل (FMEA) و[تحليل شجرة الخطأ (FTA) قبل الإنتاج الكامل، كما يمكن استخدام هذه الأساليب من أجل [تحليل الفشل].

## الجوانب
تتجه معظم مناقشات عملية استكشاف الأخطاء وإصلاحها والتدريب على نحو خاص في الإجراءات الرسمية لاستكشاف الأخطاء وإصلاحها لتكون ذات مجال معين، على الرغم من أن المبادئ الأساسية هي مبادئ قابلة للتطبيق بلا استثناء.
وتنطبق عملية استكشاف الأخطاء وإصلاحها عادة على شيء ما توقف فجأة عن العمل، حيث تشكل حالة عمله السابقة التوقعات بشأن سلوكه المستمر. لذلك، ينصب التركيز الأولي غالبًا على التغييرات الأخيرة التي تطرأ على النظام أو على البيئة التي يوجد بها النظام. (على سبيل المثال الطابعة «التي كانت تعمل عند توصيلها»). ومع ذلك، فهناك مبدأ معروف يقول بأن الارتباط لا يعني السببية. (على سبيل المثال إن حدوث فشل بجهاز بعد فترة وجيزة من توصيله بمأخذ تيار مختلف لا يعني بالضرورة أن الأحداث كانت مترابطة. فقد يكون الفشل أمرًا من أمور التزامن.) وبناء عليه، تتطلب عملية استكشاف الأخطاء وإصلاحها التفكير النقدي بدلاً من التفكير السحري.
ومن المفيد التفكير في التجارب الشائعة التي خضناها مع المصابيح الكهربائية. فقد تعرضت المصابيح الكهربائية «للاحتراق» بشكل عشوائي تقريبًا؛ وفي نهاية المطاف تسببت الحرارة المتكررة والتبريد المتكرر لفتيلة المصباح والتقلبات في الطاقة المزوّد بها المصباح إلى طقطقة الفتيلة أو تطايرها. وينطبق نفس المبدأ على معظم الأجهزة الإلكترونية الأخرى وتنطبق مبادئ مشابهة على الأجهزة الميكانيكية. وتعد بعض حالات الفشل جزءً من التآكل والبلى الطبيعي للمكونات في أي نظام.
إن المبدأ الأساسي في عملية استكشاف الأخطاء وإصلاحها يرتكز على البدء بالمشكلات الأبسط والأكثر احتمالاً [على الأرجح] أولاً. ويتضح ذلك من القول المأثور «عندما تنظر إلى آثار الحوافر، ابحث عن الخيول، وليس الحمر الوحشية»، أو لاستخدام قول مأثور آخر، استخدم مبدأ كيس (ابقه بسيطًا وغبيًا). ويؤدي هذا المبدأ إلى الشكوى الشائعة بشأن مكاتب المساعدة أو الأدلة، حيث يطرحون أولاً السؤال التالي: «هل تم التوصيل بالمقبس الكهربائي وهل كان هذا المقبس مزودًا بالطاقة ؟»، ولكن لا ينبغي اعتبار هذا تحديًا، وبدلاً عن ذلك ينبغي اعتبار ذلك تذكرة أو اشتراط للتحقق دومًا من الأشياء البسيطة أولاً قبل طلب المساعدة.
ويمكن لمسؤول استكشاف الأخطاء وإصلاحها فحص كل مكوّن في أي نظام، مكونًا تلو الآخر، مع إحلال المكونات الجيدة المعروفة بدلاً من كل مكوّن يشتبه في تعرضه للتلف. ومع ذلك، يمكن اعتبار هذه العملية من «الإحلال المتسلسل» عملية غير سليمة عندما يتم استبدال المكونات دون النظر إلى الفرضية المتعلقة بمدى إمكانية أن يتسبب فشلها في الأعراض التي يجري تشخيصها.
وتبدأ عملية الاستكشاف الفعال المنهجي للأخطاء وإصلاحها من خلال الفهم الواضح للسلوك المتوقع للنظام والأعراض التي يجري مراقبتها. ومن ذلك، يكوّن مسؤول استكشاف الأخطاء وإصلاحها فرضيات عن الأسباب المحتملة ويبتكر (أو ربما يراجع قائمة فحص قياسية خاصة بـ) اختبارات لإزالة هذه الأسباب المتوقعة. ويستخدم مسؤولو استكشاف الأخطاء وإصلاحها إستراتيجيتين شائعتين تتمثلان في القيام أولاً بفحص الحالات التي يتعرضون لها بكثرة أو الحالات التي يسهل اختبارها (على سبيل المثال التحقق من إضاءة مصباح الطابعة ومن تثبيت الكابل الخاص بها بإحكام في كلا الطرفين) و«تنصيف» النظام (على سبيل المثال إجراء فحص، في نظام طباعة متصل بشبكة، لمعرفة ما إذا كانت المهمة قد وصلت إلى الخادم لتحديد ما إذا كانت توجد مشكلة في الأنظمة الفرعية «من جانب» المستخدم أو «من جانب» الجهاز).
ويمكن أن يكون الأسلوب الأخير فعالاً على نحو خاص في الأنظمة التي لها سلاسل طويلة من التبعيات أو التفاعلات المسلسلة بين مكوناتها. فهو ببساطة عبارة عن تطبيق بحث ثنائي عبر مجموعة من الاعتمادات وغالبًا ما يشار إليه بـ «التقسيم النصفي».
وتتسم الأنظمة الوسيطة والبسيطة بوجود قوائم أو أشجار من التبعيات بين مكوناتها أو أنظمتها الفرعية. وتحتوي الأنظمة الأكثر تعقيدًا على تبعيات أو تفاعلات دورية (حلقات تغذية راجعة). وتتأثر هذه الأنظمة بصورة أقل بأساليب «تنصيف» استكشاف الأخطاء وإصلاحها.
كما يساعد في البدء من حالة جيدة معروفة، وأفضل مثال على ذلك عملية إعادة تشغيل الكمبيوتر. ومن الأمور الجيدة التي يجدر تجريبها أسلوب [التدريب المعرفي]. ويعد التوثيق الشامل الذي ينتجه الكتاب التقنيون المهرة مفيدًا للغاية، لا سيما إذا كان يوفر [نظرية تشغيل] للجهاز أو النظام موضوع البحث.
ومن أسباب المشكلات الشائعة التصميم السيئ، على سبيل المثال التصميم السيئ للمقومات الإنسانية، حيث يمكن إدخال أي جهاز بشكل معكوس أو مقلوبًا رأسًا على عقب بسبب الافتقار إلى وظيفة الإجبار الملائمة (تقييد السلوك- الشكل)، أو الافتقار إلى تصميم متحمل للخطأ. ويعدّ هذا سيئًا على نحو خاص إذا صاحبه اعتياد، حيث لا يلاحظ المستخدم تمامًا الاستخدام غير الصحيح، على سبيل المثال إذا كان لجزأين وظائف مختلفة ولكنهما يتقاسمان حالة مشتركة بحيث لن يظهر في أي فحص عرضي الجزء الذي يجري استخدامه.
ويمكن أن تأخذ عملية استكشاف الأخطاء وإصلاحها كذلك أشكالاً من قبيل قائمة مراجعة منتظمة أو إجراء لاستكشاف الأخطاء وإصلاحها أو خارطة انسياب أو جدول، يتم إعداد أي منها قبل حدوث أية مشكلة. ويسمح وضع إجراءات لاستكشاف الأخطاء وإصلاحها مقدمًا بالتفكير الكافي بشأن الخطوات التي يلزم اتخاذها في عملية استكشاف الأخطاء وإصلاحها وتنظيم استكشاف الأخطاء وإصلاحها في عملية استكشاف أخطاء وإصلاحها أكثر فاعلية. ويمكن استخدام الكمبيوتر في وضع جداول لعملية استكشاف الأخطاء وإصلاحها لجعلها أكثر فاعلية بالنسبة للمستخدمين.
وتعرض بعض خدمات استكشاف الأخطاء وإصلاحها باستخدام الكمبيوتر (مثل Primefax، التي أُعيد تسميتها لاحقًا بـ Maxserve)، على الفور أفضل 10 حلول مع أعلى احتمالية لمعالجة المشكلة الأساسية. ويمكن للفني إما الإجابة على أسئلة إضافية للتقدم في إجراء عملية استكشاف الأخطاء وإصلاحها، حيث تعمل كل خطوة على تضييق قائمة الحلول، أو تطبيق الحل الذي يشعر بأنه سيعالج المشكلة على الفور. وتوفر هذه الخدمات خصمًا إذا اتخذ الفني خطوة إضافية بعد حل المشكلة: تقديم تقرير بشأن الحل الذي عالج المشكلة بالفعل. ويستخدم الكمبيوتر هذه التقارير لتحديث تقديراته بشأن الحلول التي لها أعلى احتمالية لحل هذه المجموعة المحددة من الأعراض.

## إعادة إنتاج الأعراض
يتمثل أحد المبادئ الأساسية لعملية استكشاف الأخطاء وإصلاحها في إمكانية عزل وحل المشكلات القابلة للإنتاج على نحو موثوق فيه. ويتم في كثير من الأحيان وضع جهد وتأكيد كبيرين في عملية استكشاف الأخطاء وإصلاحها على القدرة على إعادة الإنتاج.... على إيجاد إجراء يتسبب في حدوث العَرَض على نحو موثوق.
وبعدما يتم تحقيق ذلك، يمكن توظيف إستراتيجيات منتظمة لعزل سبب أو أسباب المشكلة؛ ويتضمن الحل بشكل عام القيام بإصلاح أو استبدال هذه المكونات المعيبة.

## الأعراض المتقطعة
يرتبط بعض أكثر مسائل عملية استكشاف الأخطاء وإصلاحها صعوبة بالأعراض المتقطعة. وغالبًا ما يُعزى هذا في الإلكترونيات إلى المكونات التي تعد حساسة حراريًا (حيث تتفاوت مقاومة أية دائرة مع درجة حرارة الموصلات الموجودة فيها). ويمكن استخدام الهواء المضغوط لتبريد أماكن معينة على أية لوحة دوائر واستخدام مسدس التسخين لزيادة درجات الحرارة؛ ومن ثم تستلزم عملية استكشاف الأخطاء وإصلاحها في الأنظمة الإلكترونية في الغالب تطبيق هذه الأدوات لإعادة إنتاج أية مشكلة.
وتؤدي حالات السباق في برمجة الكمبيوتر في الغالب إلى نشوء أعراض متقطعة يصعب بشدة إعادة إنتاجها؛ يمكن استخدام العديد من الأساليب للدفع إلى استدعاء وظيفة أو وحدة معينة بشكل أسرع عما قد تكون عليه في التشغيل المعتاد (مماثل لـ «تسخين» مكون في دائرة هاردوير) بينما يمكن استخدام أساليب أخرى لإحداث حالات تأخير أكبر في، أو الدفع إلى المزامنة بين، الوحدات الأخرى أو العمليات المتفاعلة.
وبناء عليه، يمكن تعريف المسائل المتقطعة على النحو التالي:
ويؤكد ستيفين على نحو خاص على وجود فرق بين استمرارية الحدوث و«إجراء معروف لإعادة إنتاج مسألة باستمرار». على سبيل المثال، لا تشكل معرفة حدوث مشكلة متقطعة «في نطاق» ساعة بسبب حافز أو حدث معين... ولكنها تحدث أحيانًا في خمس دقائق بينما تستغرق في أوقات أخرى ساعة تقريبًا... «إجراءً معروفً» حتى ولو زاد الحافز بالفعل من تكرار الظهور الملحوظ للعَرَض.
وبرغم ذلك، يجب أحيانا على مسؤولي عملية استكشاف الأخطاء وإصلاحها الرجوع إلى الأساليب الإحصائية... ويمكنهم فقط إيجاد الإجراءات الكفيلة بزيادة حدوث العَرَض إلى مرحلة يكون فيها الإحلال المتسلسل أو بعض الأساليب الأخرى ملائمًا. وفي مثل هذه الحالات، حتى عندما يبدو أن العَرَض قد اختفى لفترات زمنية أطول بشكل ملحوظ، تقل الثقة في العثور على السبب الجذري وأن المشكلة قد حُلّت حقًا.
كما يمكن إجراء اختبارات للضغط على مكونات معينة لتحديد ما إذا كانت هذه المكونات معطلة.

## المشكلات المتعددة
يتسم عزل حالات فشل مكوّن واحد، التي تتسبب في أعراض قابلة للإنتاج، بالدقة نسبيًا.
ومع ذلك، تحدث العديد من المشكلات فقط كنتيجة لحالات فشل أو أخطاء متعددة. ويعد هذا الأمر صحيحًا على نحو خاص بالنسبة للأنظمة [المتحملة للأخطاء]، أو الأنظمة التي تنطوي على تكرار مضمن. وقد تكون الميزات التي تضيف التكرار واكتشاف العطل و[التحول التلقائي] إلى أحد الأنظمة عرضة للفشل، وستكفي أية حالات فشل مختلفة للمكوّن في أي نظام إلى «تعطله».
ويجب على مسؤول استكشاف الأخطاء وإصلاحها، حتى في أبسط الأنظمة، التفكير دومًا في احتمالية وجود أكثر من عطل. (إن استبدال كل مكوّن، باستخدام الإحلال المتسلسل، ثم مبادلة كل مكوّن جديد وإعادة المكوّن القديم عند استمرار العَرَض يمكن أن يخفق في معالجة تلك الحالات. والأمر الأكثر أهمية هو إمكانية أن يؤدي استبدال أي مكوّن بمكوّن معيب إلى الزيادة الفعلية في عدد المشكلات بدلاً من القضاء عليها).
لاحظ أنه في الوقت الذي نتحدث فيه عن «استبدال المكونات»، فإن حل العديد من المشكلات يتضمن عمليات الضبط أو الموالفة بدلاً من «الاستبدال». على سبيل المثال، على سبيل المثال، ربما تحتاج الفواصل المتقطعة في الموصلات --- أو «أجزاء الاتصال المتسخة أو المفكوكة» ببساطة إلى التنظيف و/أو الربط. لذا، ينبغي الاعتقاد بأن كافة مناقشات «الاستبدال» إنما تعني «الاستبدال أو الضبط أو أعمال الصيانة الأخرى.»